# Aeranthes multinodis
Aeranthes multinodis är en orkidéart som beskrevs av Jean Marie Bosser. Aeranthes multinodis ingår i släktet Aeranthes och familjen orkidéer. Inga underarter finns listade i Catalogue of Life.